# Da... și Gomora
„Da... și Gomora”  („ Aye, and Gomorra...”) este o povestire science-fiction a scriitorului american Samuel R. Delany. Este prima poveste scurtă pe care Delany a vândut-o. A câștigat premiul Nebula din 1967 pentru cea mai bună povestire scurtă  și a fost nominalizată la Premiul Hugo. Înainte să apară în Driftglass și Da... și Gomora și alte povestiri, ea a apărut pentru prima dată ca ultima povestire din antologia din 1967 a lui Harlan Ellison, Viziuni periculoase. A fost controversată din cauza subiectului său tulburător sexual și a fost numită „una dintre cele mai bune povestiri ale unui bărbat gay publicată în anii 1960”.
Graham Sleight a descris-o ca pe o „abordare revizionistă” a povestirii lui Cordwainer Smith, „Scanners Live in Vain”.

## Rezumat
Narațiunea implică o lume în care astronauții, cunoscuți ca Spațialii, sunt castrați înainte de pubertate pentru a evita efectele radiațiilor spațiale asupra gameților. În afară de a-i face sterili, de asemenea, castrarea împiedică apariția pubertății și duce la adulți androgini al căror sex la naștere nu mai este clar pentru alții.    

## Vezi și
- 1967 în științifico-fantastic